# 華甲 (水上機母艦)
華甲（かこう、ウェード式：Hwa Chia）は中華民国海軍の水上機母艦である。また中華民国における二隻目の水上機母艦であり、前身はオーストリア・ロイドの貨物船チャイナである。

## オーストリア時代
元墺貨物船チャイナ（China）。第一次世界大戦勃発時にオーストリアは極東航路で運行中の船舶を上海に退避させるが、中華民国政府は天津への移動を指示した。1917年8月14日に中華民国政府がドイツ、オーストリアに対して宣戦布告を行うと、天津に退避した11隻の商船を接収し、国有とした。この際に接収した商船に「華」の字に続いて十干を付けて仮の船名とした。後日中華民国海軍に10隻が移管されるが、11隻目は海軍が直接接収し「靖安」と命名されている。

## 民国海軍時代
こうして同盟国の商船を接収したものの、移管先の北京政府海軍ではもて余した為、華壬（元墺貨物船トリウンフ、Triumpf）を除き商務部に委託して海運会社に貸し出された。この際の船腹の貸出代金が不当に安く、各界から不満の声が上がった。奉直戦争さなかの1924年（民国13年）になると、海軍は費用の捻出に一層苦慮する事になり、華甲を含む四隻を輸送艦として残して、残りの艦は民間に払下げられた。華甲もまた招商局の要請により船員練習船として貸し出され、残る三隻は改名の上、海軍籍へ編入された。
招商局は訓練船目的で華甲を借受けたが、実際には別の海運会社に貸出する事にし、遠東航運に貸出され、更にその遠東航運からも日本のとある海運会社に貸出された。折しも山東還付条約が締結された事と賃借料の問題で三方が譲り合う形となり、所有権が宙に浮いた状態となった。これを聞きつけた直隷軍閥は同年9月に渤海艦隊の輸送艦に編入した。

## 水上機母艦として
1927年（民国16年）に東北連合艦隊副司令沈鴻烈が当艦の水上機母艦への改装を指示。1928年（民国17年）完成時の装備は、中部船橋の前後を発着甲板とし、貨物用デリックを水上機揚収用に改造、搭載機は常用8機とした。航空装備以外は内火艇14隻、アームストロング50口径76.2mm砲1門と若干数の機銃が搭載された。また揚陸艦として使用する際は上陸兵1000名の収容が可能であった。
これに先立つこと1924年（民国13年）フランスに12名を派遣し軍事航空技術を習得すると共に、フランスから100機余りの航空機を購入（その殆どはFBA17とFBA19であった）。フランスから輸入した航空機は華甲と鎮海の搭載機として運用され、その後の反乱鎮圧等で中国軍初の空襲を行ったりと、中国航空史上大きな足跡を残した。
本艦は民国海軍の二隻目の水上機母艦で1920年代後半竣工の艦であるが、その装備等は第一次世界大戦当時の艦や戦時の特設水上機母艦と大差なく、専用の飛行機甲板やカタパルトが無い為、一度海面に飛行機を降ろしてから発進の要があった事、搭載機の火力、爆弾搭載量が少なく、偵察任務が主で、攻撃機としては役不足であった事が欠点としてあげられる。したがって就役年にしては旧式艦であったと言えよう。

## その後
1928年（民国17年）に北伐とそれに伴う張作霖爆殺事件と易幟が行われると、跡を継いだ張学良は本艦を武装解除して政記輪船公司に貸出、中華と改名され翌年より商船として運用された。
日華事変勃発後の1937年頃になると政記輪船は日本軍の軍事物資輸送に協力していたが、後に計14隻の商船、輸送船が日本軍に拿捕された。本艦もその手から逃れることは敵わず、1940年（民国29年）に楡林丸と改名、石原汽船に運用が委託され、内外地の軍事物資輸送に使用された。1945年（昭和20年）1月21日の高雄大空襲で爆撃を受け、擱座放棄された。